# Åtting
Åtting war ein dänisches und finnisches Volumenmaß für Flüssigkeiten.
- 1 Åtting = 2,18 Liter

Die Maßkette war 
- 1 Skjeppe = 2 Settinger = 3 Nottinger = 4 Fjerdingkar = 8 Åttinger = Potter = 17,359 Liter
- 1 Fjerdingkar = 2 Åttinger = 4,35 Liter

In Finnland war das Volumenmaß für Flüssigkeiten
- 1 Åtting = 6 Kannor = 15,704 Liter